# Rach Gia

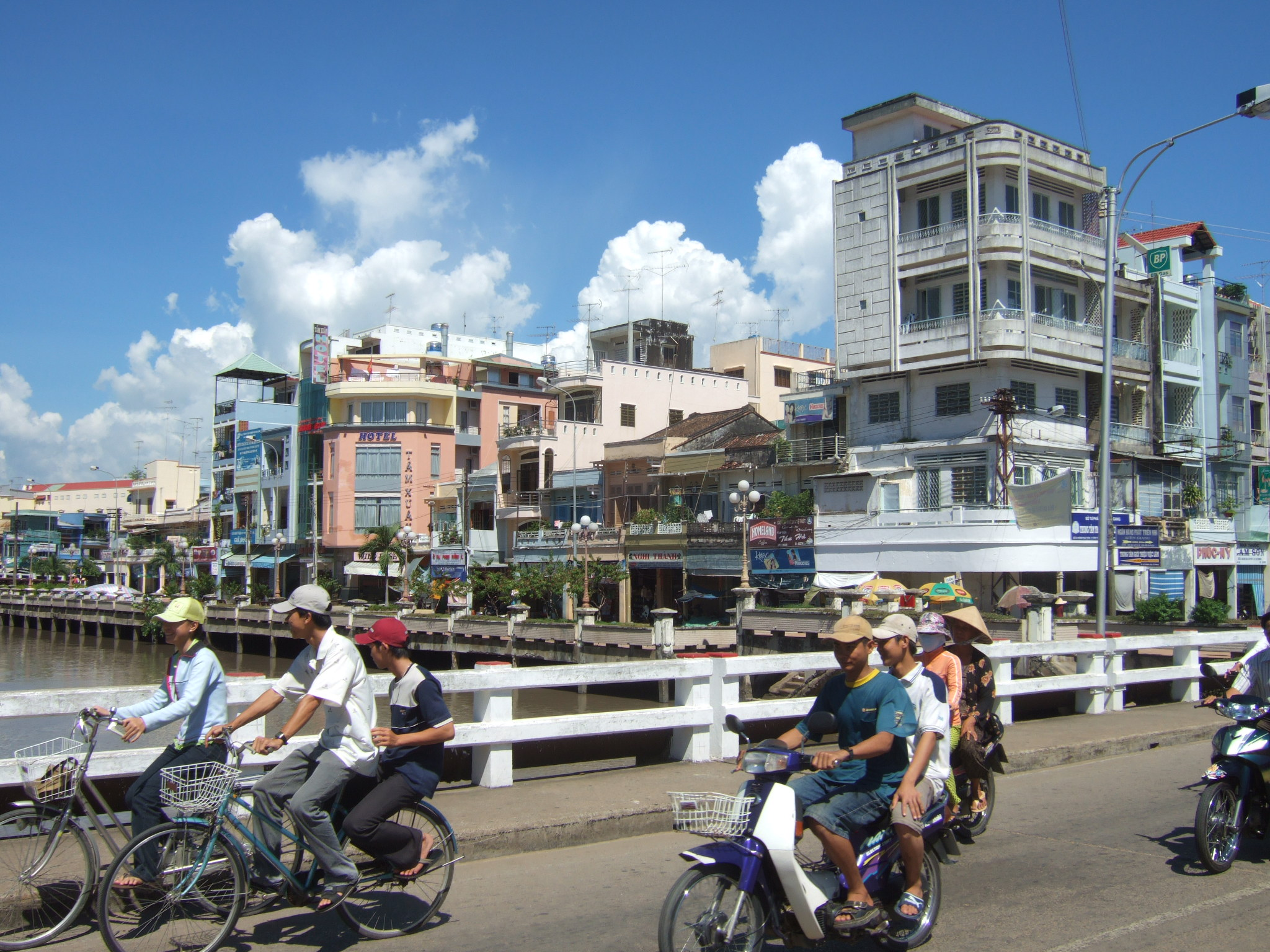
Rach Gia.

Rach Gia (på vietnamesiska Rạch Giá) är en stad i Vietnam och är huvudstad i provinsen Kien Giang. Folkmängden uppgick till 226 316 invånare vid folkräkningen 2009, varav 210 784 invånare bodde i själva centralorten.